# 세티모역
세티모역(이탈리아어: Stazione di Settimo)은 이탈리아 북서부 피에몬테주의 세티모토리네세 마을과 코무네를 운행한다. 1856년에 개업한 이 역은 토리노-밀라노 철도의 통과역이며, 세티모-카나베세 다리 철도의 터미널이다.
2012년부터 토리노 광역시 철도 서비스의 일부인 SFM1 및 SFM2 라인에 서비스를 제공한다.

## 역사
역은 철도의 첫 번째 구간이 건설되면서 1856년에 활성화되었다. 역 근처에는 1884년에서 1954년 사이에 운영된 토리노-세티모 토리네세 트램웨이의 종점이 있었다.

## 운행편
이 역은 토리노 광역시 철도 서비스의 1번과 2번 노선에서 카나베세 다리/키바소까지 운행하는 지역 열차에 의해 연결된다. 1번과 2 번은 토리노-밀라노 철도의 선로로 토리노-노바라 지역과 SFM의 SFM2 피네롤로-키바소선 열차의 정차에 사용된다. 트랙 3과 4(이전의 5)는 SFM1 리바롤로- 키에리선의 열차로 운행된다. (밀라노 방향 3번 트랙 확장은 이미 연결이 끊어져 사용되지 않고 제거되었다.) 반면에 실제 4번 트랙은 비활성화된 상태로 몇 달 동안 이미 지선이 되었다.
| 토리노 SFM                  | 토리노 SFM | 토리노 SFM                  |
| --------------------------- | ---------- | --------------------------- |
| 볼피아노 폰트 카나베세 방면 | SFM1       | 토리노 스투라 키에리 방면   |
| 브란디초 키바소 방면        | SFM2       | 토리노 스투라 피네롤로 방면 |

## 편의시설
역에는 다음과 같은 편의시설을 갖추고 있다.
- 카운터 매표소 / 자동 매표소
- 대기실
- 화장실
- 바(역 밖)
- 스낵 및 음료 디스펜서
- 지하철
- 엘리베이터
- 와이파이 스테이션 서비스
- 도착 및 출발에 대한 음성 안내
- 도착 및 출발 안내 기기